# Paul Meyer (Romanist)
Paul Meyer (* 17. Januar 1840 in Paris; † 7. September 1917 in Saint-Mandé) war ein französischer Romanist, Provenzalist und Mediävist.

## Leben und Werk
Meyer studierte an der École des Chartes und schloss 1861 mit der Thèse Recherches sur la langue parlée en Gaule aux temps barbares, Ve--IXe siècle (ungedruckt) ab. Als Lehrer war er an der École des Chartes zuerst 1865, dann dauerhaft ab 1869 als Vertreter seines Lehrers François Guessard, dessen Professur für romanische Sprachen er offiziell 1882 übernahm und bis 1916 behielt. Ebenfalls von 1882 bis 1916 war er als Nachfolger von Jules Quicherat Leiter der Ecole des chartes (seit 1872 bereits ihr Sekretär). Von 1876 bis 1884 war er am Collège de France aktiv auf der Professur für die Sprachen und Literaturen Südeuropas, dann gab er wegen Arbeitsüberlastung die Lehre an Alfred Morel-Fatio als Vertreter ab, der aber erst 1907 offiziell sein Nachfolger wurde.

1866 gründete Meyer zusammen mit Gaston Paris, Charles Morel (1837–1902) und Hermann Zotenberg die Zeitschrift Revue critique d’histoire et de littérature, 1872 mit Gaston Paris die Zeitschrift Romania und 1875 ebenfalls mit Gaston Paris die Société des anciens textes français, als deren Sekretär er bis zu seinem Tod amtierte. Er war Mitglied der Académie des inscriptions et belles-lettres (1883), sowie zahlreicher ausländischer Akademien. Er war Ehrendoktor der Universität Oxford und der University of St Andrews, ferner Commandeur der Ehrenlegion.

Paul Meyer und sein Freund Gaston Paris, der zwei Jahre in Deutschland studiert hatte,  waren die eigentlichen Begründer der streng wissenschaftlichen Romanistik in Frankreich. Paul Meyer war zudem durch einen Aufenthalt in Tarascon und die Bekanntschaft mit Frédéric Mistral ab 1860 in besonderer Weise der Provenzalistik zugetan. Unvergessen ist sein gutachterliches Engagement in der Dreyfus-Affäre, wo er vor Gericht dessen Unschuld nachwies.

## Weitere Werke
- (Hrsg. mit François Guessard) Aye d'Avignon/Gui de Nanteuil,  Paris 1861 (Les anciens poètes de la France 6)
- (Hrsg. mit Hermann Zotenberg)  Barlaam und Josaphat, französisches Gedicht des XIIIten Jahrhunderts, von Gui de Cambrai, Stuttgart 1864
- (Hrsg.) Le Roman de Flamenca, Paris 1865, 1901, Genf 1974
- Les Derniers troubadours de la Provence, in: Bibliothèque de l’Ecole des chartes 30 und 31, 1871, Genf 1973
- Rapports sur les documents manuscrits de l’ancienne littérature de la France conservés dans les bibliothèques de la Grande-Bretagne,  Paris 1871
- (Hrsg.) Brun de la Montaigne. Roman d'aventure, Paris 1875
- (Hrsg.) La chanson de la croisade contre les Albigeois, commencée par Guillaume de Tudèle, 2 Bde., Paris 1875–1879
- Recueil d’anciens textes bas-latins, provençaux et français, Paris 1877, Genf 1977
- (Hrsg.) Daurel et Beton. Chanson de geste provençale, Paris 1880
- (Hrsg.mit Auguste Longnon) Raoul de Cambrai, Paris 1882
- (Übersetzer) Girart de Roussillon. Chanson de geste, Paris 1884,  Genf 1970
- Alexandre le Grand dans la littérature française du moyen âge, 2 Bde., Paris 1886
- (Hrsg.) L’Histoire de Guillaume le Maréchal, 3 Bd., Paris 1891, 1894, 1902
- (Hrsg. mit Gaston Raynaud) Le chansonnier français de Saint-Germain-des-Prés (Bibl. nat. Fr. 20050), Paris 1892, New York 1968
- (Hrsg. mit Henri-Victor Michelant)  L'escoufle. Roman d'aventure, Paris 1894
- (Hrsg.) Guillaume de La Barre. Roman d'aventures  par Arnaut Vidal de Castelnaudary, Paris 1895
- (Hrsg. mit Léopold Delisle) L’Apocalypse en français au XIIIe siècle (Paris MS fr. 403), Paris 1900